# Silvio Francesco
Silvio Francesco Valente (Parijs, 13 juli 1927 - Lugano, 20 augustus 2000), die zich als artiest Silvio Francesco noemde, was een Italiaanse schlagerzanger, amusementskunstenaar, klarinettist, gitarist, danser en acteur.

## Carrière
Silvio Francesco werd geboren als zoon van een artiestenfamilie. Moeder Maria Valente was een internationaal bekende muziekclown, vader Giuseppe een bekende accordeonvirtuoos. Hij groeide op in de wereld van het circus en het amusement. In zijn vroege jeugd leerde hij verschillende instrumenten te bespelen. Hij werd een voortreffelijke gitarist en klarinettist. Met zijn jongste zus Caterina Valente zong hij meerdere duetten onder de pseudoniemen Club Manhattan, Club Honolulu, Club Argentina, Club Indonesia of Club Italia. Een superhit van het duo was de schlager Itsy Bitsy Teenie Weenie Honolulu-Strand-Bikini.
Toen Caterina van het platenlabel Polydor wisselde naar Decca Records, werd Margot Eskens zijn tijdelijke zangpartner. Beiden hadden successen met Mondscheinpartie (1959), Calypso Italiano (1957) en Himmelblaue Serenade. In de jaren 1960 kwamen broer en zus weer samen als duo en maakten meerdere hits, waaronder Peppermint Twist, Madison in Mexico en Quando quando.
Zeer vaak was Silvio Francesco muzikaal leider bij de wereldwijde tournees van zijn zus. Hij verleende ook meermaals zijn medewerking in schlagerfilms, waarin Caterina een hoofdrol speelde en samen met hem zong, danste en stepte. Andere zeer bekende filmcollega's waren Peter Alexander, Ruth Stephan, Hubert von Meyerinck, Paul Hubschmid, Grethe Weiser, Rudolf Platte e.a. Onvergetelijk zijn ook de ontelbare schlagershows van het duo onder de regie van Michael Pfleghar. In 1990 speelde hij onder de naam Silvio F. Valente zijn laatste hoofdrol in de horror-parodie My lovely monster met Ferdy Mayne en Sarah Karloff, de dochter van Boris Karloff. Zeven jaar later stond hij de laatste keer voor een camera voor de serie Wilde Zeiten.

## Privéleven
Francesco leefde hoofdzakelijk in Lugano, waar hij ondanks talrijke verplichtingen, een klein hotel exploiteerde. Voor zijn zus Caterina was hij de beste partner die ze ooit had. Hij was gehuwd en had twee kinderen. Silvio Francesco overleed op 20 augustus 2000 in Lugano in de leeftijd van 73 jaar aan de gevolgen van kanker. Hij werd bijgezet in het urnenwoud van de Italiaanse exclave Campione d’Italia aan het Meer van Lugano.

## Discografie

### Albums
met Caterina Valente
- 1956: Du bist Musik (Polydor; met Die Argentinos en het orkest van Kurt Edelhagen)
- 1957: Olé Caterina (Decca)
- 1958: Arriba Caterina (Decca)
- 1958: Serenata d'amore (Polydor)
- 1962: Deutsche Evergreens (London)
- 1965: Tanz mit Catrin (Hörzu; met het orkest van Johnny Keating)
- 1966: Go Latin! (Decca)
- 1968: The Many Voices of Caterina Valente and Silvio Francesco (Decca)

### Singles
Met Caterina Valente
- 1955: Steig in das Traumboot der Liebe
- 1955: Wie wär's
- 1955: Es geht besser, besser, besser
- 1956: O Billy Boy
- 1956: Die goldenen Spangen
- 1956: Ich wär so gern bei dir
- 1958: Ich lass dich nie mehr allein
- 1958: Roter Wein und Musik in Toskanien
- 1958: Quizas, quizas
- 1958: Es war in Portugal im Mai
- 1958: Bongo Cha-Cha-Cha
- 1960: Itsy bitsy teenie weenie Honolulu-Strand-Bikini
- 1961: Die kleine Stadt will schlafen geh'n
- 1962: Quando – Quando
- 1962: The Peppermint Twist
- 1962: Popocatepetl-Twist
- 1963: Madison in Mexico

Solo
- 1956: Babatschi
- 1957: Die Blauen Nächte von Santa Maria
- 1958: Copacabana
- 1960: Eine ganze Nacht (Ma Fille)
- 1960: Lula lula leila
- 1961: Hello Mary Lou
- 1962: Catarina
- 1966: Bleib bei mir

met Margot Eskens
- 1957: Calypso Italiano
- 1958: Himmelblaue Serenade
- 1959: Mondscheinpartie

## Filmografie
- 1955: Liebe, Tanz und 1000 Schlager
- 1956: Bonjour Kathrin
- 1956: Küß mich noch einmal
- 1956: Du bist Musik
- 1957: Casino de Paris
- 1957: Und abends in die Scala
- 1958: Das ist Paris
- 1959: Du bist wunderbar
- 1960: Marina
- 1990: My lovely Monster
- 1997: Wilde Zeiten

- Biblioteca Nacional de España: XX1748328
- Bibliothèque nationale de France: cb14178588w (data)
- Gemeinsame Normdatei: 134376463
- International Standard Name Identifier: 0000 0000 5941 4954
- Library of Congress Control Number: n93117765
- Nationale Bibliotheek van Letland: 000338637
- MusicBrainz: aac2a3d9-7407-483a-9e13-8f56b1d31a55
- Nationale Bibliotheek van Polen: a0000003255029
- Virtual International Authority File: 14982817
- WorldCat: E39PBJdx6C4Bptgk3MrFphcHG3